# Lábod
Lábod is een plaats (község) en gemeente in het Hongaarse comitaat Somogy. Lábod telt 2247 inwoners (2001).